# أندريه سكارليت
أندريه سكارليت (بالإنجليزية: Andre Scarlett)‏ (11 يناير 1980 في المملكة المتحدة - ) هو لاعب كرة قدم بريطاني في مركز الوسط. لعب مع ستيفيناغ بوروه ونادي لوتون تاون ونادي تشيلمسفورد وStaines Town F.C. ‏ وسانت ألبانز سيتي وتشيشام يونايتد ‏ وChipstead F.C. ‏ ووالتون وهرشام ‏ وHitchin Town F.C. ‏ وWalton Casuals F.C. ‏ ووينجيت آند فينشلي وMetropolitan Police F.C. ‏.

## وصلات خارجية
- أندريه سكارليت على موقع قاعدة بيانات كرة القدم.إي يو (الإنجليزية)
- أندريه سكارليت على موقع Soccerbase.com (لاعب) (الإنجليزية)